# Fußball-Weltmeisterschaft 2014/Gruppe A
| Pl. | Land      | Sp. | S | U | N | Tore    | Diff. | Punkte |
| --- | --------- | --- | - | - | - | ------- | ----- | ------ |
| 1.  | Brasilien | 3   | 2 | 1 | 0 | 007:200 | +5    | 07     |
| 2.  | Mexiko    | 3   | 2 | 1 | 0 | 004:100 | +3    | 07     |
| 3.  | Kroatien  | 3   | 1 | 0 | 2 | 006:600 | ±0    | 03     |
| 4.  | Kamerun   | 3   | 0 | 0 | 3 | 001:900 | −8    | 0      |

Gruppe A der Fußball-Weltmeisterschaft 2014:

## Brasilien – Kroatien 3:1 (1:1)
| Brasilien                                                                    | Brasilien | Kroatien | Kroatien | Aufstellung                          |
| ---------------------------------------------------------------------------- | --- | --- | -------- | ------------------------------------ |
| Brasilien                                                                    | \| 1. Spieltag \| \| 12. Juni 2014 um 17:00 Uhr (22:00 Uhr MESZ) in São Paulo (Arena Corinthians) \| \| Zuschauer: 62.103 \| \| Schiedsrichter: Yūichi Nishimura ( Japan) \| \| Spielbericht \| | \| 1. Spieltag \| \| 12. Juni 2014 um 17:00 Uhr (22:00 Uhr MESZ) in São Paulo (Arena Corinthians) \| \| Zuschauer: 62.103 \| \| Schiedsrichter: Yūichi Nishimura ( Japan) \| \| Spielbericht \|                                    | Kroatien | Aufstellung Brasilien gegen Kroatien |
| Brasilien                                                                    | Júlio César – Dani Alves, Thiago Silva , David Luiz, Marcelo – Paulinho (63. Hernanes), Luiz Gustavo – Hulk (68. Bernard), Oscar, Neymar (89. Ramires) – Fred Cheftrainer: Luiz Felipe Scolari  | Stipe Pletikosa – Darijo Srna , Vedran Ćorluka, Dejan Lovren, Šime Vrsaljko – Ivan Rakitić, Luka Modrić – Ivan Perišić, Mateo Kovačić (60. Marcelo Brozović), Ivica Olić – Nikica Jelavić (78. Ante Rebić) Cheftrainer: Niko Kovač | Kroatien | Aufstellung Brasilien gegen Kroatien |
| Brasilien                                                                    | 1:1 Neymar (29.) 2:1 Neymar (71., Foulelfmeter) 3:1 Oscar (90.+1') | 0:1 Marcelo (11., Eigentor) | Kroatien | Aufstellung Brasilien gegen Kroatien |
| Brasilien                                                                    | Neymar (27.), Luiz Gustavo (88.) | Ćorluka (65.), Lovren (69.) | Kroatien | Aufstellung Brasilien gegen Kroatien |
| Brasilien                                                                    | Man of the Match: Neymar (Brasilien) | | Kroatien | Aufstellung Brasilien gegen Kroatien |
| 1. Spieltag                                                                  | | |          |                                      |
| 12. Juni 2014 um 17:00 Uhr (22:00 Uhr MESZ) in São Paulo (Arena Corinthians) | | |          |                                      |
| Zuschauer: 62.103                                                            | | |          |                                      |
| Schiedsrichter: Yūichi Nishimura ( Japan)                                    | | |          |                                      |
| Spielbericht                                                                 | | |          |                                      |

## Mexiko – Kamerun 1:0 (0:0)
| Mexiko                                                                 | Mexiko | Kamerun | Kamerun | Aufstellung                      |
| ---------------------------------------------------------------------- | --- | --- | ------- | -------------------------------- |
| Mexiko                                                                 | \| 1. Spieltag \| \| 13. Juni 2014 um 13:00 Uhr (18:00 Uhr MESZ) in Natal (Arena das Dunas) \| \| Zuschauer: 39.216 \| \| Schiedsrichter: Wilmar Roldán ( Kolumbien) \| \| Spielbericht \|                                                                                    | \| 1. Spieltag \| \| 13. Juni 2014 um 13:00 Uhr (18:00 Uhr MESZ) in Natal (Arena das Dunas) \| \| Zuschauer: 39.216 \| \| Schiedsrichter: Wilmar Roldán ( Kolumbien) \| \| Spielbericht \|                                                                                     | Kamerun | Aufstellung Mexiko gegen Kamerun |
| Mexiko                                                                 | Guillermo Ochoa – Rafael Márquez – Maza, Héctor Moreno – Paul Aguilar, Miguel Layún – José Juan Vázquez – Héctor Miguel Herrera (90.+2' Carlos Salcido), Andrés Guardado (69. Marco Fabián) – Giovani dos Santos – Oribe Peralta (73. Chicharito) Cheftrainer: Miguel Herrera | Charles Itandje – Cédric Djeugoué (46. Dany Nounkeu), Nicolas N’Koulou, Aurélien Chedjou, Benoît Assou-Ekotto – Alex Song (79. Pierre Webó) – Stéphane Mbia, Eyong Enoh – Benjamin Moukandjo, Eric Maxim Choupo-Moting – Samuel Eto’o Cheftrainer: Volker Finke ( Deutschland) | Kamerun | Aufstellung Mexiko gegen Kamerun |
| Mexiko                                                                 | 1:0 Peralta (61.) | | Kamerun | Aufstellung Mexiko gegen Kamerun |
| Mexiko                                                                 | Moreno (57.) | Nounkeu (77.) | Kamerun | Aufstellung Mexiko gegen Kamerun |
| Mexiko                                                                 | Man of the Match: Giovani dos Santos (Mexiko) | | Kamerun | Aufstellung Mexiko gegen Kamerun |
| 1. Spieltag                                                            | | |         |                                  |
| 13. Juni 2014 um 13:00 Uhr (18:00 Uhr MESZ) in Natal (Arena das Dunas) | | |         |                                  |
| Zuschauer: 39.216                                                      | | |         |                                  |
| Schiedsrichter: Wilmar Roldán ( Kolumbien)                             | | |         |                                  |
| Spielbericht                                                           | | |         |                                  |

## Brasilien – Mexiko 0:0
| Brasilien                                                                                   | Brasilien | Mexiko | Mexiko | Aufstellung                        |
| ------------------------------------------------------------------------------------------- | --- | --- | ------ | ---------------------------------- |
| Brasilien                                                                                   | \| 2. Spieltag \| \| 17. Juni 2014 um 16:00 Uhr (21:00 Uhr MESZ) in Fortaleza (Estádio Plácido Aderaldo Castelo) \| \| Zuschauer: 60.342 \| \| Schiedsrichter: Cüneyt Çakır ( Türkei) \| \| Spielbericht \| | \| 2. Spieltag \| \| 17. Juni 2014 um 16:00 Uhr (21:00 Uhr MESZ) in Fortaleza (Estádio Plácido Aderaldo Castelo) \| \| Zuschauer: 60.342 \| \| Schiedsrichter: Cüneyt Çakır ( Türkei) \| \| Spielbericht \|                                                              | Mexiko | Aufstellung Brasilien gegen Mexiko |
| Brasilien                                                                                   | Júlio César – Dani Alves, Thiago Silva , David Luiz, Marcelo – Paulinho, Luiz Gustavo – Oscar (84. Willian), Neymar, Ramires (46. Bernard) – Fred (68. Jô) Cheftrainer: Luiz Felipe Scolari                 | Guillermo Ochoa – Rafael Márquez – Maza, Héctor Moreno – Paul Aguilar, Miguel Layún – José Juan Vázquez – Héctor Miguel Herrera (76. Marco Fabián), Andrés Guardado – Giovani dos Santos (84. Raúl Jiménez) – Oribe Peralta (74. Chicharito) Cheftrainer: Miguel Herrera | Mexiko | Aufstellung Brasilien gegen Mexiko |
| Brasilien                                                                                   | Ramires (45.), Silva (79.) | Aguilar (59.), Vázquez (62.) | Mexiko | Aufstellung Brasilien gegen Mexiko |
| Brasilien                                                                                   | Man of the Match: Guillermo Ochoa (Mexiko) | | Mexiko | Aufstellung Brasilien gegen Mexiko |
| 2. Spieltag                                                                                 | | |        |                                    |
| 17. Juni 2014 um 16:00 Uhr (21:00 Uhr MESZ) in Fortaleza (Estádio Plácido Aderaldo Castelo) | | |        |                                    |
| Zuschauer: 60.342                                                                           | | |        |                                    |
| Schiedsrichter: Cüneyt Çakır ( Türkei)                                                      | | |        |                                    |
| Spielbericht                                                                                | | |        |                                    |

## Kamerun – Kroatien 0:4 (0:1)
| Kamerun                                                                             | Kamerun | Kroatien | Kroatien | Aufstellung                        |
| ----------------------------------------------------------------------------------- | --- | --- | -------- | ---------------------------------- |
| Kamerun                                                                             | \| 2. Spieltag \| \| 18. Juni 2014 um 18:00 Uhr (19. Juni, 00:00 Uhr MESZ) in Manaus (Arena da Amazônia) \| \| Zuschauer: 39.982 \| \| Schiedsrichter: Pedro Proença ( Portugal) \| \| Spielbericht \|                                                                                            | \| 2. Spieltag \| \| 18. Juni 2014 um 18:00 Uhr (19. Juni, 00:00 Uhr MESZ) in Manaus (Arena da Amazônia) \| \| Zuschauer: 39.982 \| \| Schiedsrichter: Pedro Proença ( Portugal) \| \| Spielbericht \|                                     | Kroatien | Aufstellung Kamerun gegen Kroatien |
| Kamerun                                                                             | Charles Itandje – Stéphane Mbia, Aurélien Chedjou (46. Dany Nounkeu), Nicolas N’Koulou , Benoît Assou-Ekotto – Joel Matip – Alex Song, Eyong Enoh – Benjamin Moukandjo, Eric Maxim Choupo-Moting (75. Edgar Salli) – Vincent Aboubakar (70. Pierre Webó) Cheftrainer: Volker Finke ( Deutschland) | Stipe Pletikosa – Darijo Srna , Vedran Ćorluka, Dejan Lovren, Danijel Pranjić – Ivan Rakitić, Luka Modrić – Ivan Perišić (78. Ante Rebić), Sammir (72. Mateo Kovačić) – Ivica Olić (69. Eduardo) – Mario Mandžukić Cheftrainer: Niko Kovač | Kroatien | Aufstellung Kamerun gegen Kroatien |
| Kamerun                                                                             | 0:1 Olić (11.) 0:2 Perišić (48.) 0:3 Mandžukić (61.) 0:4 Mandžukić (73.) | | Kroatien | Aufstellung Kamerun gegen Kroatien |
| Kamerun                                                                             | Eduardo (89.) | | Kroatien | Aufstellung Kamerun gegen Kroatien |
| Kamerun                                                                             | Song (40.) | | Kroatien | Aufstellung Kamerun gegen Kroatien |
| Kamerun                                                                             | Man of the Match: Mario Mandžukić (Kroatien) | | Kroatien | Aufstellung Kamerun gegen Kroatien |
| 2. Spieltag                                                                         | | |          |                                    |
| 18. Juni 2014 um 18:00 Uhr (19. Juni, 00:00 Uhr MESZ) in Manaus (Arena da Amazônia) | | |          |                                    |
| Zuschauer: 39.982                                                                   | | |          |                                    |
| Schiedsrichter: Pedro Proença ( Portugal)                                           | | |          |                                    |
| Spielbericht                                                                        | | |          |                                    |

## Kamerun – Brasilien 1:4 (1:2)
| Kamerun                                                                                               | Kamerun | Brasilien | Brasilien | Aufstellung                         |
| --- | --- | --- | --------- | ----------------------------------- |
| Kamerun                                                                                               | \| 3. Spieltag \| \| 23. Juni 2014 um 17:00 Uhr (22:00 Uhr MESZ) in Brasília (Estádio Nacional de Brasília Mané Garrincha) \| \| Zuschauer: 69.112 \| \| Schiedsrichter: Jonas Eriksson ( Schweden) \| \| Spielbericht \|                                                                | \| 3. Spieltag \| \| 23. Juni 2014 um 17:00 Uhr (22:00 Uhr MESZ) in Brasília (Estádio Nacional de Brasília Mané Garrincha) \| \| Zuschauer: 69.112 \| \| Schiedsrichter: Jonas Eriksson ( Schweden) \| \| Spielbericht \| | Brasilien | Aufstellung Kamerun gegen Brasilien |
| Kamerun                                                                                               | Charles Itandje – Allan Nyom, Nicolas N’Koulou , Joel Matip, Henri Bedimo – Landry N’Guémo – Stéphane Mbia, Eyong Enoh – Benjamin Moukandjo (58. Edgar Salli), Eric Maxim Choupo-Moting (81. Jean Makoun) – Vincent Aboubakar (72. Pierre Webó) Cheftrainer: Volker Finke ( Deutschland) | Júlio César – Dani Alves, Thiago Silva , David Luiz, Marcelo – Paulinho (46. Fernandinho), Luiz Gustavo – Hulk (63. Ramires), Oscar, Neymar (71. Willian) – Fred Cheftrainer: Luiz Felipe Scolari                         | Brasilien | Aufstellung Kamerun gegen Brasilien |
| Kamerun                                                                                               | 1:1 Matip (26.) | 0:1 Neymar (17.) 1:2 Neymar (35.) 1:3 Fred (49.) 1:4 Fernandinho (84.) | Brasilien | Aufstellung Kamerun gegen Brasilien |
| Kamerun                                                                                               | Enoh (11.), Salli (75.), Mbia (80.) | | Brasilien | Aufstellung Kamerun gegen Brasilien |
| Kamerun                                                                                               | Man of the Match: Neymar (Brasilien) | | Brasilien | Aufstellung Kamerun gegen Brasilien |
| 3. Spieltag                                                                                           | | |           |                                     |
| 23. Juni 2014 um 17:00 Uhr (22:00 Uhr MESZ) in Brasília (Estádio Nacional de Brasília Mané Garrincha) | | |           |                                     |
| Zuschauer: 69.112                                                                                     | | |           |                                     |
| Schiedsrichter: Jonas Eriksson ( Schweden)                                                            | | |           |                                     |
| Spielbericht                                                                                          | | |           |                                     |

## Kroatien – Mexiko 1:3 (0:0)
| Kroatien                                                                 | Kroatien | Mexiko | Mexiko | Aufstellung                       |
| ------------------------------------------------------------------------ | --- | --- | ------ | --------------------------------- |
| Kroatien                                                                 | \| 3. Spieltag \| \| 23. Juni 2014 um 17:00 Uhr (22:00 Uhr MESZ) in Recife (Arena Pernambuco) \| \| Zuschauer: 41.212 \| \| Schiedsrichter: Ravshan Ermatov ( Usbekistan) \| \| Spielbericht \|                                                         | \| 3. Spieltag \| \| 23. Juni 2014 um 17:00 Uhr (22:00 Uhr MESZ) in Recife (Arena Pernambuco) \| \| Zuschauer: 41.212 \| \| Schiedsrichter: Ravshan Ermatov ( Usbekistan) \| \| Spielbericht \|                                                                               | Mexiko | Aufstellung Kroatien gegen Mexiko |
| Kroatien                                                                 | Stipe Pletikosa – Darijo Srna , Vedran Ćorluka, Dejan Lovren, Šime Vrsaljko (58. Mateo Kovačić) – Ivan Rakitić, Danijel Pranjić (74. Nikica Jelavić) – Ivan Perišić, Luka Modrić, Ivica Olić (69. Ante Rebić) – Mario Mandžukić Cheftrainer: Niko Kovač | Guillermo Ochoa – Paul Aguilar, Maza, Rafael Márquez , Héctor Moreno, Miguel Layún – Héctor Miguel Herrera, José Juan Vázquez, Andrés Guardado (84. Marco Fabián) – Giovani dos Santos (62. Chicharito) – Oribe Peralta (79. Carlos Alberto Peña) Cheftrainer: Miguel Herrera | Mexiko | Aufstellung Kroatien gegen Mexiko |
| Kroatien                                                                 | 1:3 Perišić (87.) | 0:1 Márquez (72.) 0:2 Guardado (75.) 0:3 Hernández (82.) | Mexiko | Aufstellung Kroatien gegen Mexiko |
| Kroatien                                                                 | Rakitić (9.) | Márquez (39.), Vázquez (66.) | Mexiko | Aufstellung Kroatien gegen Mexiko |
| Kroatien                                                                 | Rebić (89.) | | Mexiko | Aufstellung Kroatien gegen Mexiko |
| Kroatien                                                                 | Man of the Match: Rafael Márquez (Mexiko) | | Mexiko | Aufstellung Kroatien gegen Mexiko |
| 3. Spieltag                                                              | | |        |                                   |
| 23. Juni 2014 um 17:00 Uhr (22:00 Uhr MESZ) in Recife (Arena Pernambuco) | | |        |                                   |
| Zuschauer: 41.212                                                        | | |        |                                   |
| Schiedsrichter: Ravshan Ermatov ( Usbekistan)                            | | |        |                                   |
| Spielbericht                                                             | | |        |                                   |